# Aeroportul Limbang
Aeroportul Limbang (IATA: LMN, ICAO: WBGJ) este un aeroport din Limbang District⁠(d), Limbang⁠(d), Sarawak, Malaysia ce deservește zona Limbang⁠(d). Aeroportul a fost tranzitat în 2021 de 85.417 pasageri. A fost deschis în 2004 și numit după zona deservită.
Situat la o altitudine de 4 m, aeroportul dispune de 1 pistă.

## Infrastructură

### Piste
Aeroportul dispune de o singură pistă. Pista 04/22 are suprafața de asfalt și dimensiunile 1.500 m × 30 m. 